# Cursa de desert
|  | No s'ha de confondre amb Ral·li raid. |

La cursa de desert (en anglès, Desert race) és una cursa que es disputa amb vehicles fora d'asfalt de dues o quatre rodes a través del desert. Les curses consisteixen generalment en dues o més voltes a un traçat d'uns 60-70 quilòmetres (tret d'algunes de llarga durada, com ara l'emblemàtica Baja 1000) a l'estil dels Hare and Hound o Hare Scramble motociclistes. Són, doncs, curses de punt a punt, anomenades point-to-point races en anglès. Sovint, el recorregut transita una pista llarga i dura en terreny relativament erm, però sense les grans dunes i obstacles de tota mena que acostuma a haver-hi en els ral·lis raid del tipus Ral·li Dakar.
Les curses de desert atrauen pilots d'alt nivell i celebritats d'altres camps, entre ells actors de cinema, empresaris i esportistes en general. El fet de ser uns esdeveniments que posen a prova la resistència i capacitat del pilot i la màquina, unit a la sensació de córrer a tota velocitat en grans espais desèrtics, fa que hi competeixin molts participants amateurs.

## Característiques
Tot i assemblar-se als ral·lis raid, les curses de desert en difereixen pel fet de ser de curta durada (un o, a tot estirar, dos dies) i no tenir etapes. Cal recórrer una llarga distància pel desert però no és una cursa contrarellotge, ans de velocitat: els pilots surten alhora i guanya qui arribi abans.
Aquesta mena de curses, en la seva forma més organitzada, va començar al sud de Califòrnia durant la dècada de 1920. Per aquesta raó, el Desert racing és molt popular als estats sud-occidentals dels EUA, on hi ha grans extensions de desert, i a Mèxic. La més coneguda és la Baja 1000, que discorre pel desert de la Baixa Califòrnia, però se'n celebren moltes altres (cal recordar la desapareguda Barstow to Vegas, celebrada al desert de Mojave de 1964 a 1989). En algun d'aquests esdeveniments, l'afluència de corredors és tan gran que ultrapassa els 4.000 participants, formant-se unes línies de sortida de prop de 4 quilòmetres de longitud.
Moltes d'aquestes curses se celebren a dues voltes, aprofitant la finalització de la primera per a recarregar combustible, i per a assenyalar la ruta als participants es fan grans fogueres de pneumàtics cada cert nombre de quilòmetres. Quan els pilots són prop de la foguera, els marquen el pas amb un retolador sobre una targeta que duen encintada sobre el dipòsit de benzina i, tot seguit, un grup de persones els indiquen la nova direcció a prendre per a arribar a la següent foguera.
Els vehicles emprats en les curses de desert, que inclouen motocicletes d'enduro reforçades, vehicles tot terreny de quatre rodes, camionetes i buggis, duen suspensions especialitzades amb un major recorregut de roda.

## Vegeu també

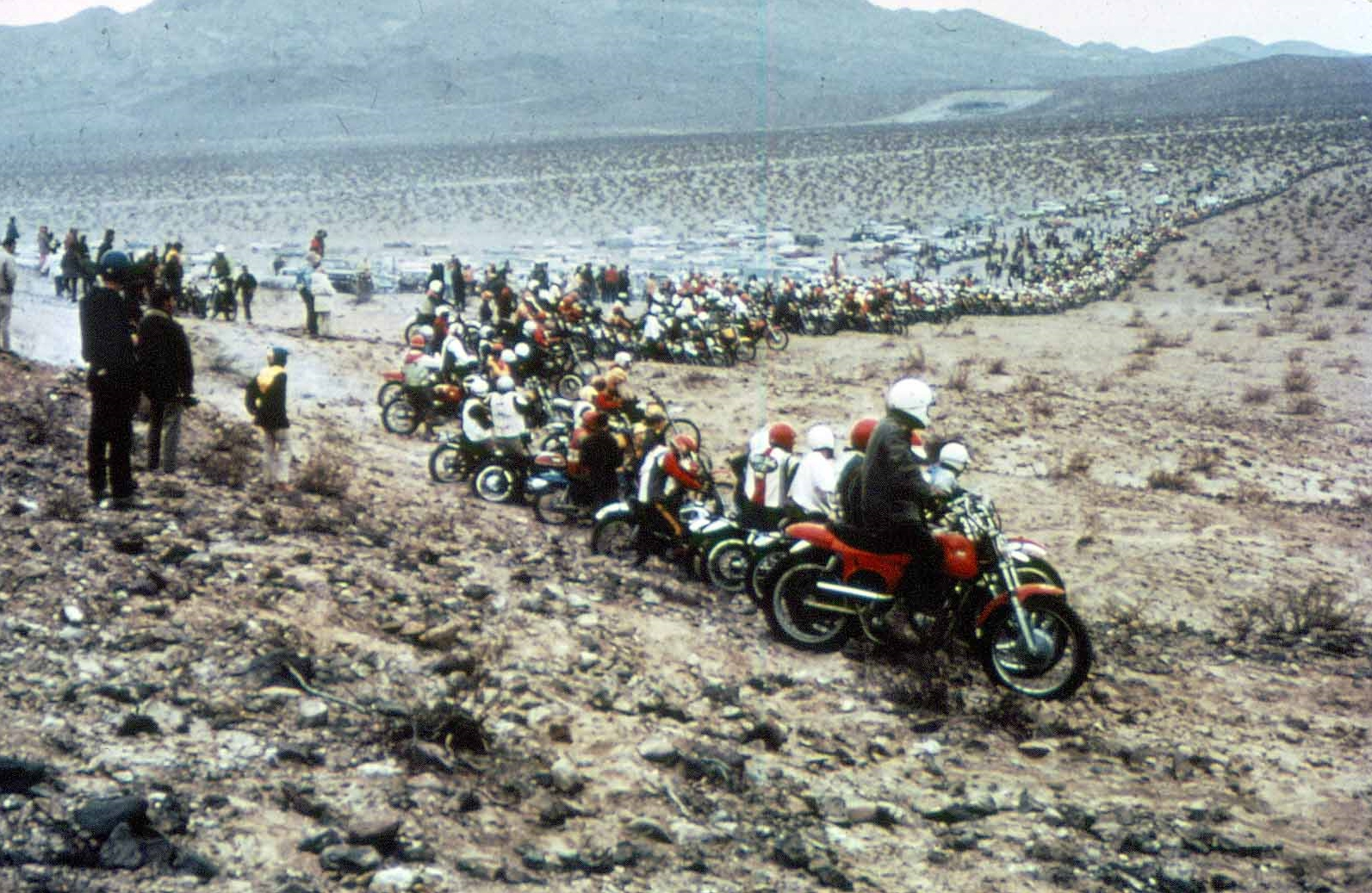
Motociclistes a la línia de sortida d'una cursa de desert als EUA a començaments dels 70